# Pelegrina bunites
Pelegrina bunites är en spindelart som beskrevs av Maddison 1996. Pelegrina bunites ingår i släktet Pelegrina och familjen hoppspindlar. Inga underarter finns listade i Catalogue of Life.